# Bonnie Baxter
Bonnie Baxter est une artiste interdisciplinaire née au Texas, à Texarkana en 1946. Depuis 1972, elle vit et travaille à Val-David dans les Laurentides au Québec. Elle fait partie des membres fondateurs de l’Atelier de l’Île et a créé l’Atelier Le Scarabée. Elle a entre autres imprimé pour l’artiste canadien Jean Paul Riopelle. Son travail a été présenté au Canada et à l'international, incluant des expositions solo au Musée d'art contemporain des Laurentides (MACLAU) et au Bob Rauschenberg Gallery en Floride. Bonnie Baxter est représentée par Blouin | Division, Montréal Québec. de Montréal.
Elle a étudié à Cranbrook Art Academy au Michigan (É.-U.) et a obtenu une maîtrise en beaux-arts de l'université du Vermont, Vermont College of Fine Art, à Montpelier (É.-U.). Depuis 1984, elle enseigne dans le programme d'Art imprimé de l'université Concordia.

## Pratique artistique
Sa pratique touche aux installations d’art public, aux grands formats imprimés, à la vidéo, la photographie et la sculpture. En alliant différentes techniques, tant en estampe traditionnelle qu'avec les nouveaux médias, elle lie ces différents strates. Sa démarche investi à la fois la densité et les multiples couches que représente la vie. Elle cherche à y voir des occasions, de la simultanéité et de la synchronicité. Elle utilise des couleurs audacieuses et des images fortes additionnées de couches de contenus. «Il n'y a aucun doute que l'art est une introspection et que dans nos oeuvres, c'est soi-même qu'on révèle ...»

## Expositions solo
- 2005 : Rewind – Musée d'art contemporain des Laurentides (MAC LAU), Canada[8].
- 2005 : Présent Passé Futur[9] – Musée d'art contemporain des Laurentides (MAC LAU), Canada.2005 : Présent Passé Futur – Musée d'art contemporain des Laurentides (MAC LAU), Canada.
- 2008 : Rewind, Art Museum of the University of Memphis[10], Memphis, TN, É.-U.
- 2008 : Paris / Texas, Hommage à Bonnie Baxter, Centre d’exposition de Val-David, Val-David, QC
- 2008 : Rewind, The Bob Rauschenberg Gallery, Fort-Myers, Floride, É.-U.
- 2009 : Jane au Jardin des délices, Bonnie Baxter Michel Beaudry – Centre d’exposition de Val-David, Val-David, QC
- 2010 : Jane’s Journey[11] –  Galerie d'art du Centre culturel de l’Université de Sherbrooke, Sherbrooke, Qc, Canada.
- 2010 : L’Amérique de Jane – Galerie Division, Montréal, QC
- 2011 : Jane[12] –  Angell Gallery, Toronto, Ontario.
- 2013 : Bonnie Baxter Michel Beaudry[13] – Maison de la culture Mercier, Montréal, QC
- 2016 : La mort tragique et prématurée de Jane[14] – Galerie Division, Montréal, QC
- 2019 : Bonnie Baxter collection des archives, 1977 - 1998[15] – Atelier de l'Île, Canada.
- 2020 : RatKind - Paradise Lost – FIFA Gallery, Montréal, Canada.
- 2020 : Spirit Matter – Centre Clark - Montréal, Canada.

## Expositions collectives
- 2020 : RatKind and Poppies – Art Souterrain, Montréal, Canada.
- 2020 : Papier 2020 – Galerie Division, Montréal, Canada.
- 2020 : À l'épreuve – Centre d'essai en art imprimé ArPrim, Montréal, Canada.
- 2020 : Exposition inaugurale – Galerie Blouin Division, Montréal, Canada.
- 2020 : L’art de rester à la maison les artistes au temps du coronavirus[16] – Le Département des Expositions et des Collections d’Art de la BA

## Musées et collections publiques
- Musée d'art contemporain des Laurentides
- Musée des beaux-arts de Sherbrooke
- Musée national des beaux-arts du Québec[17]
- Musée Pierre-Boucher
- La Pulperie de Chicoutimi

## Bourses et honneurs
- 2018 : Prix Les Grands Soleils[18] – Culture Laurentides, Canada.